# Oltář Veita Stosse v Krakově

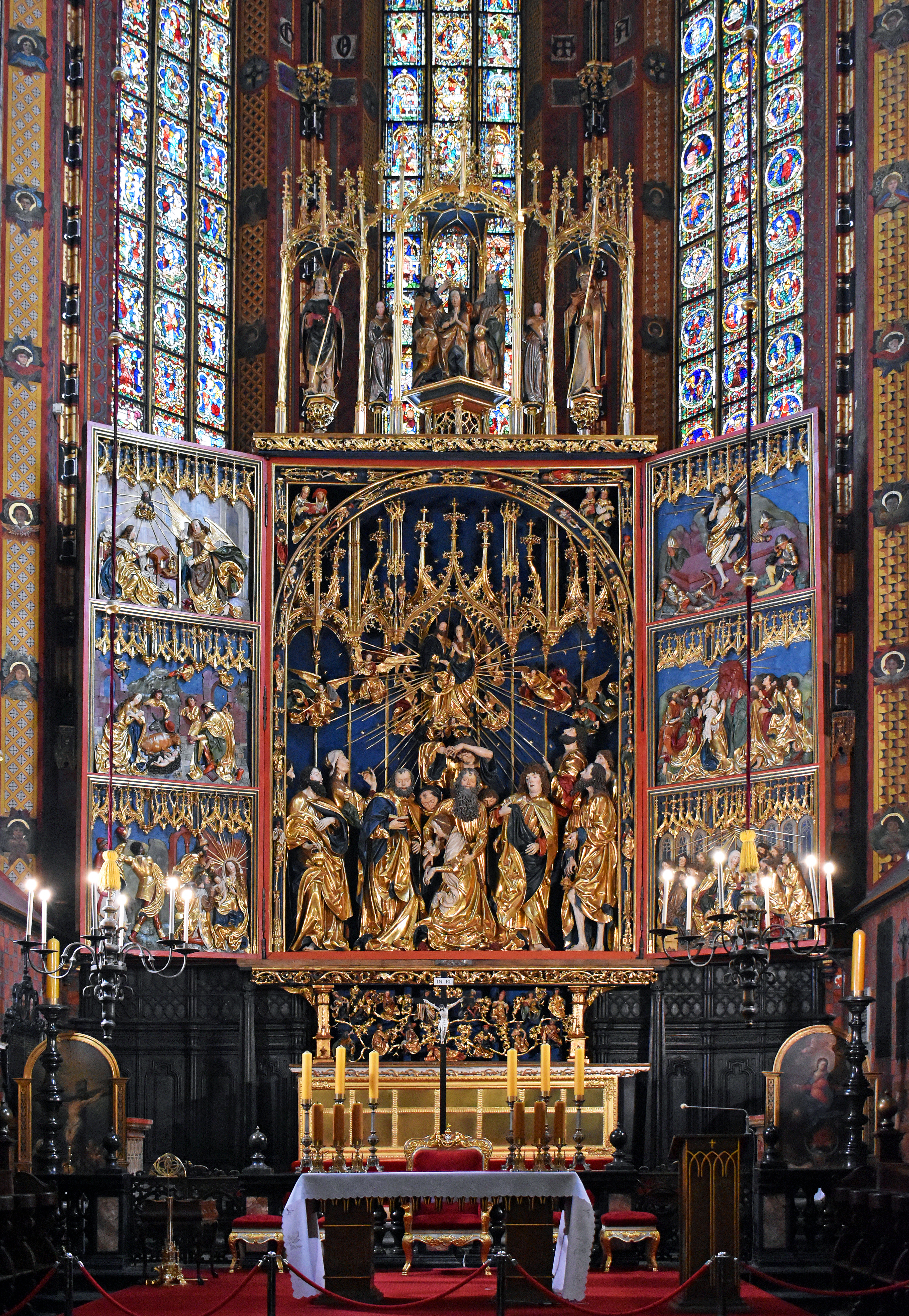
Oltář v kostele Nanebevzetí Panny Marie

Oltář Veita Stosse v Krakově (také Mariánský nebo Krakovský oltář) v arciděkanském kostele Nanebevzetí Panny Marie z let 1477–1489 je nejvzácnější dílo pozdně gotického sochařství v Krakově. Bohatě vyřezávaný oltářní nástavec (retabulum) se dvěma pevnými a dvěma pohyblivými křídly je 13 metrů vysoký a 11 metrů široký. Na dubové konstrukci je více než 200 postav, soch z lipového dřeva, některé jsou až 2,7 m vysoké.

## Historie
Roku 1442 se zhroutil strop presbytáře a zničil dosavadní oltář, takže bylo třeba vytvořit nový. Tvůrce oltáře Veit Stoss přišel do Krakova z Norimberku v roce 1477. Žil zde dvacet let, z čehož dvanáct let (1477–1489) pracoval na oltáři. Jeho jméno však bylo později zapomenuto a teprve roku 1824 je Ambroży Grabowski opět objevil. V září 1939 prof. Karol Estreicher sochy demontoval, a aby je zachránil před zničením, odvezl je lodí po Visle do Sandoměře, kde byly uloženy v katedrále a v semináři. V říjnu téhož roku se o tom dozvěděli Němci a celou konstrukci převezli do Berlína. Sochy byly umístěny v suterénu hradu v Norimberku a nosné konstrukce v hradě Wiesenthau v Bavorsku. Ve vlhkých podzemních prostorách byl dřevěný oltář napaden červotočem. Prof. Estreicher jej s pomocí Američanů našel, v květnu 1946 se oltář vrátil vlakem do Krakova a v letech 1946–1950 se stal součástí expozice na hradě Wawel. Teprve v roce 1957 se za Gomulkovského tání vrátil do kostela Panny Marie.

## Popis
Oltář se skládá z predelly a střední části, která má po obou stranách pevná a před nimi ještě pohyblivá křídla. Na predelle je zobrazen strom Jesse – rodokmen Krista a Panny Marie. Ústřední scéna oltáře zobrazuje smrt Panny Marie mezi apoštoly. Nadstavba oltáře ukazuje ve středu korunovaci Panny Marie Nejsvětější Trojicí, se dvěma anděly jako zástupci sborů andělů a s patrony Polska, svatými Stanislavem a Vojtěchem.
S otevřenými křídly je vidět ústřední scéna a vnitřní strana pohyblivých křídel s šesti výjevy ze života Panny Marie. V uzavřeném stavu jsou viditelné vnější strany pohyblivých křídel a nepohyblivá křídla, dohromady dvanáct scén.

## Galerie

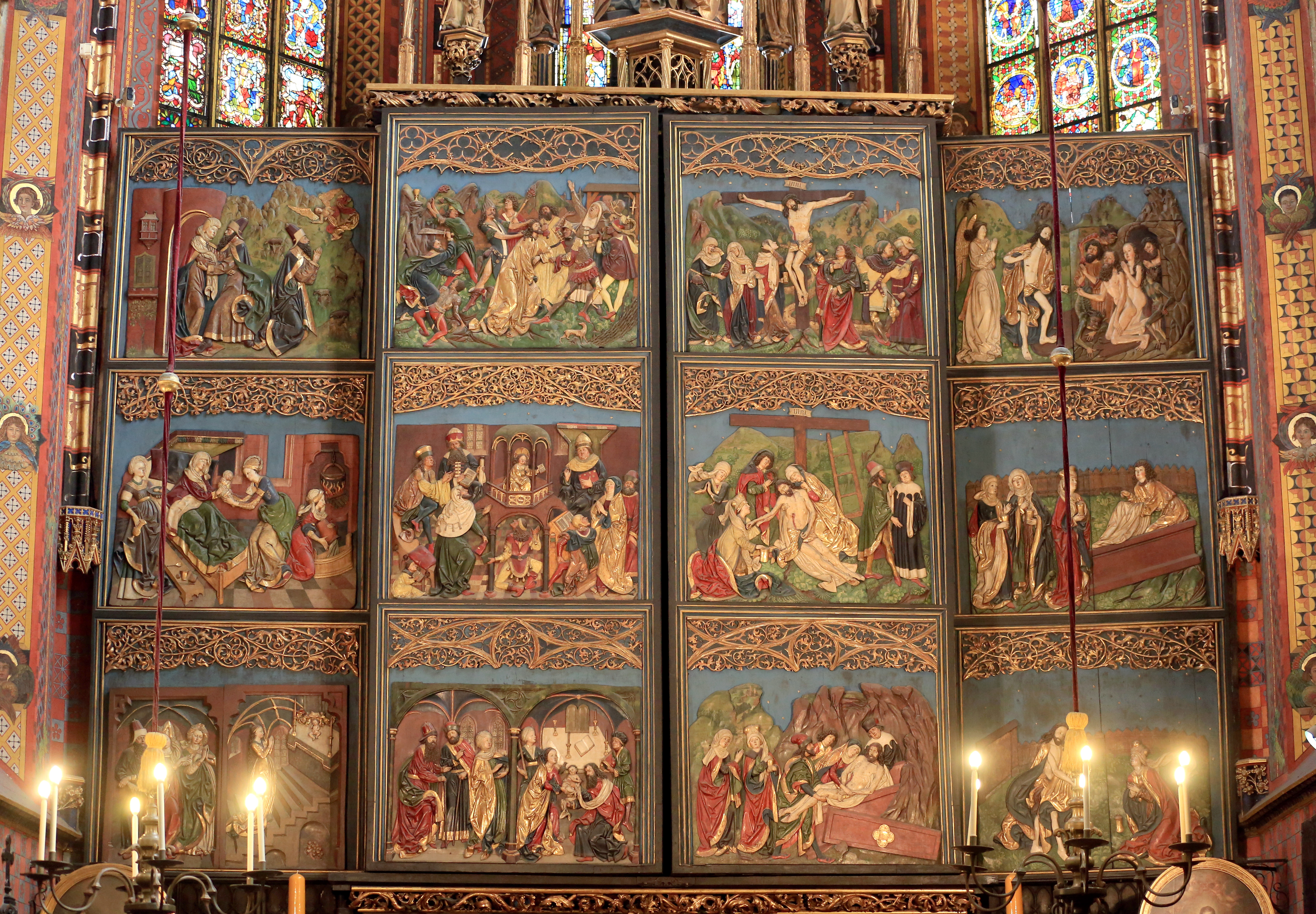
Oltář uzavřen
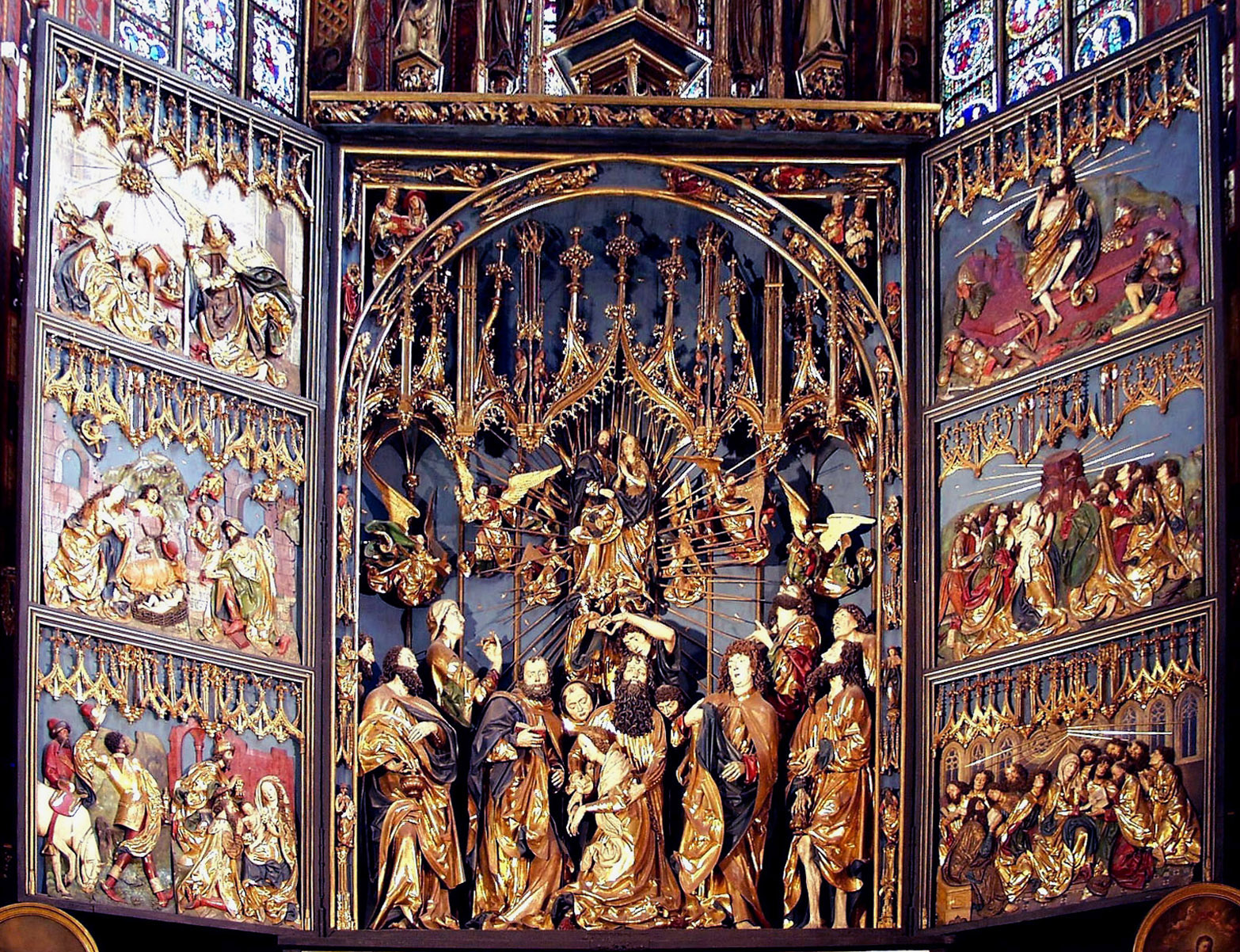
Oltář otevřen
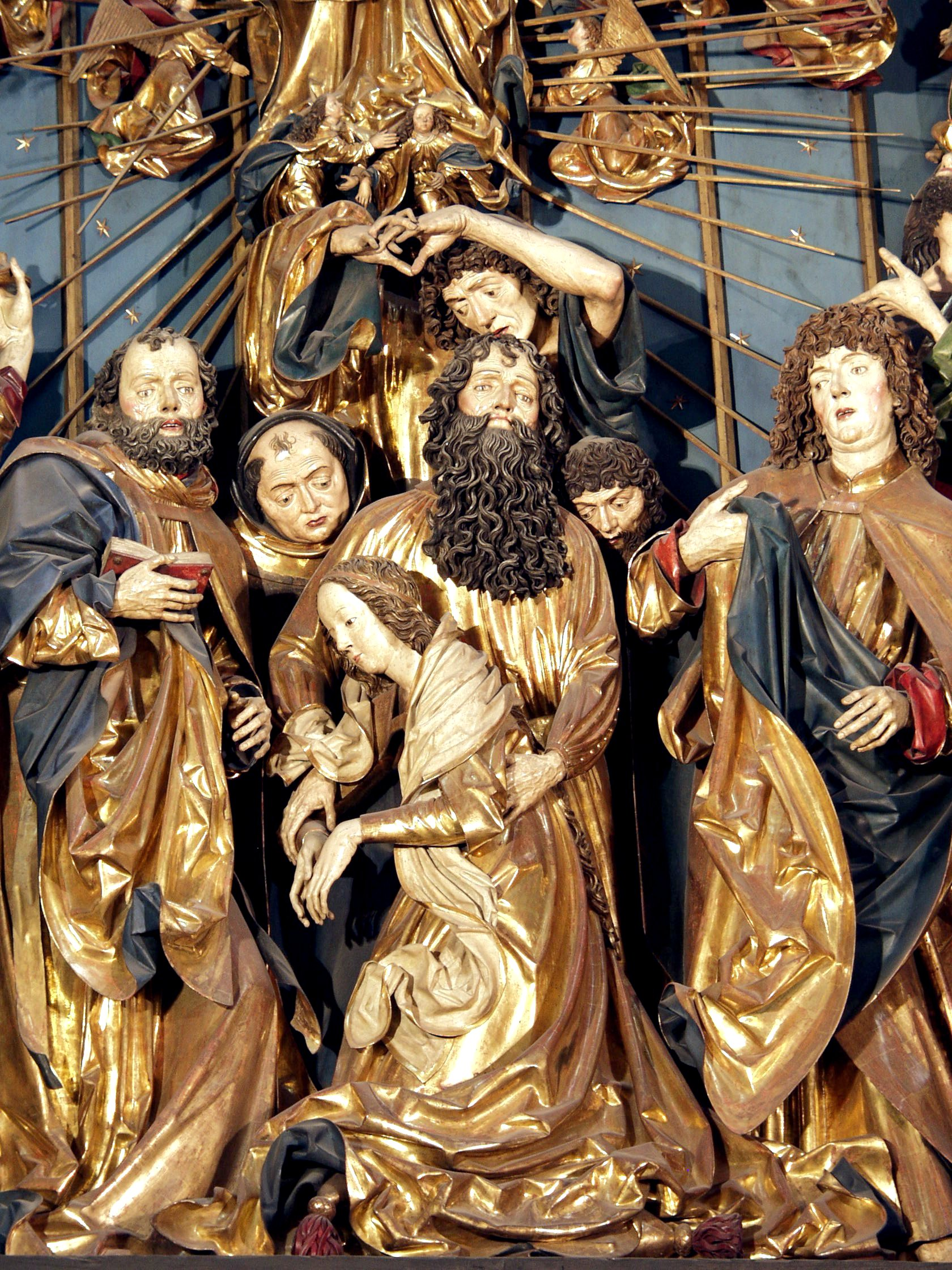
Smrt Panny Marie
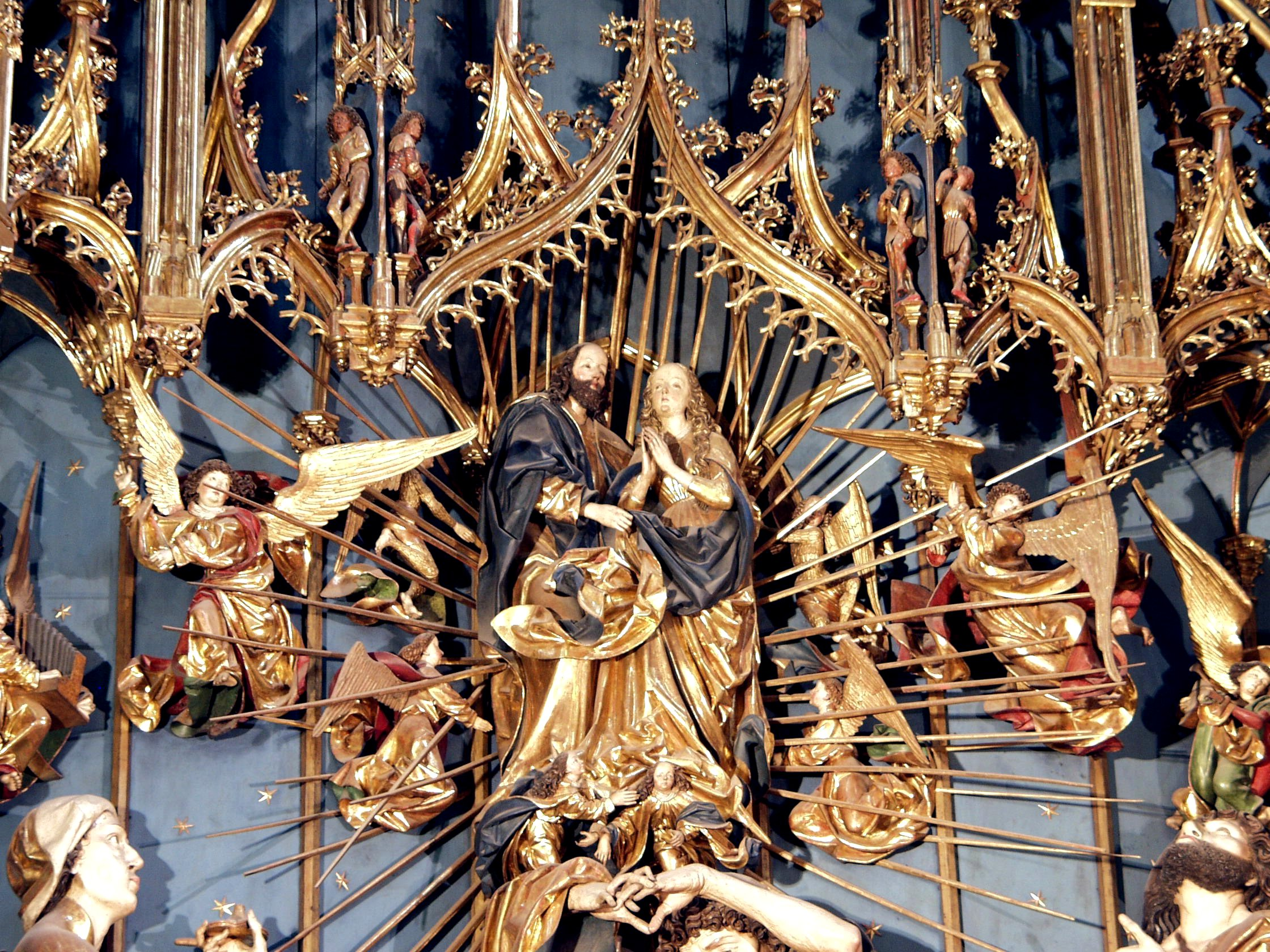
Nanebevzetí Panny Marie
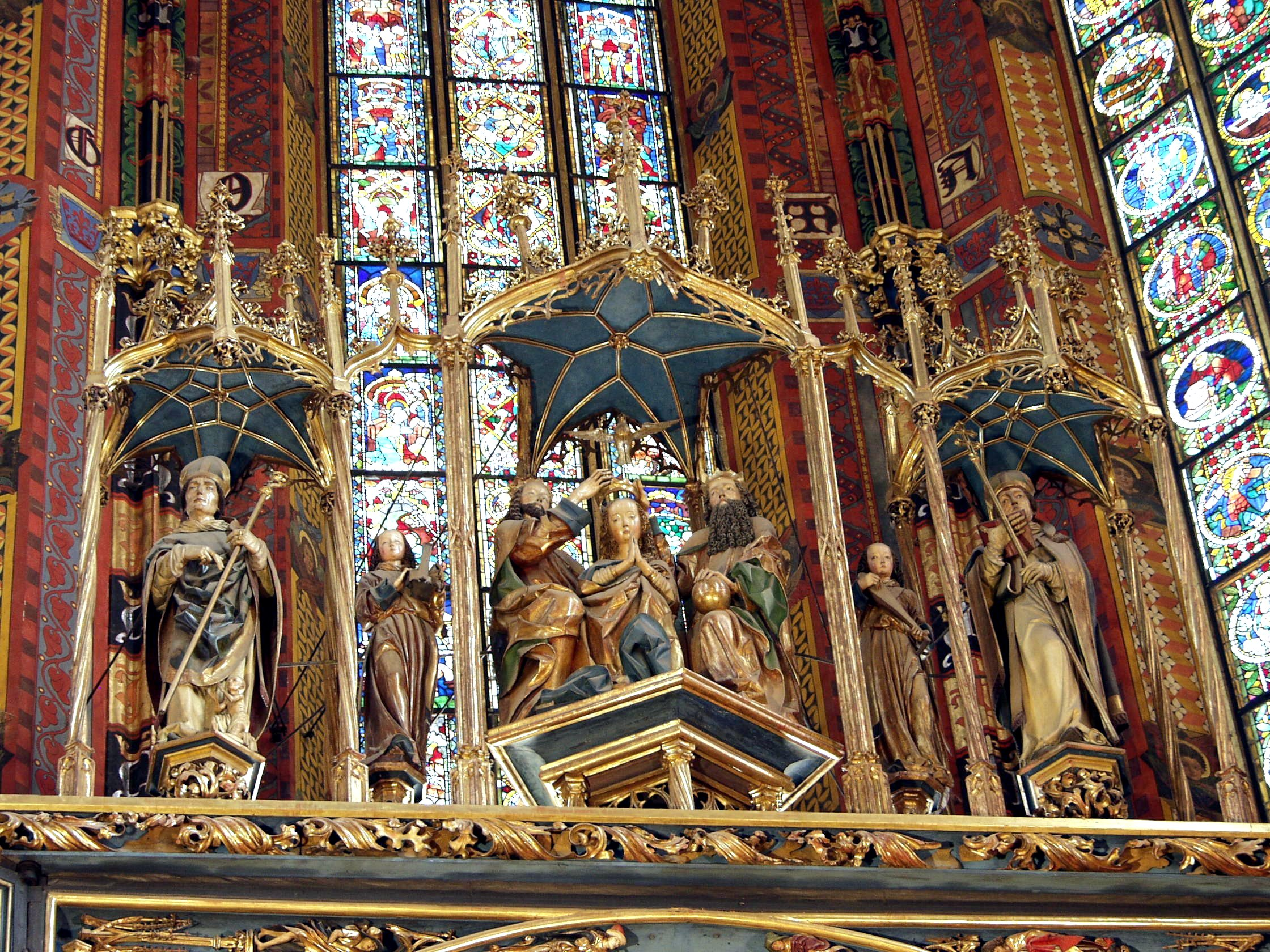
Horní část oltáře
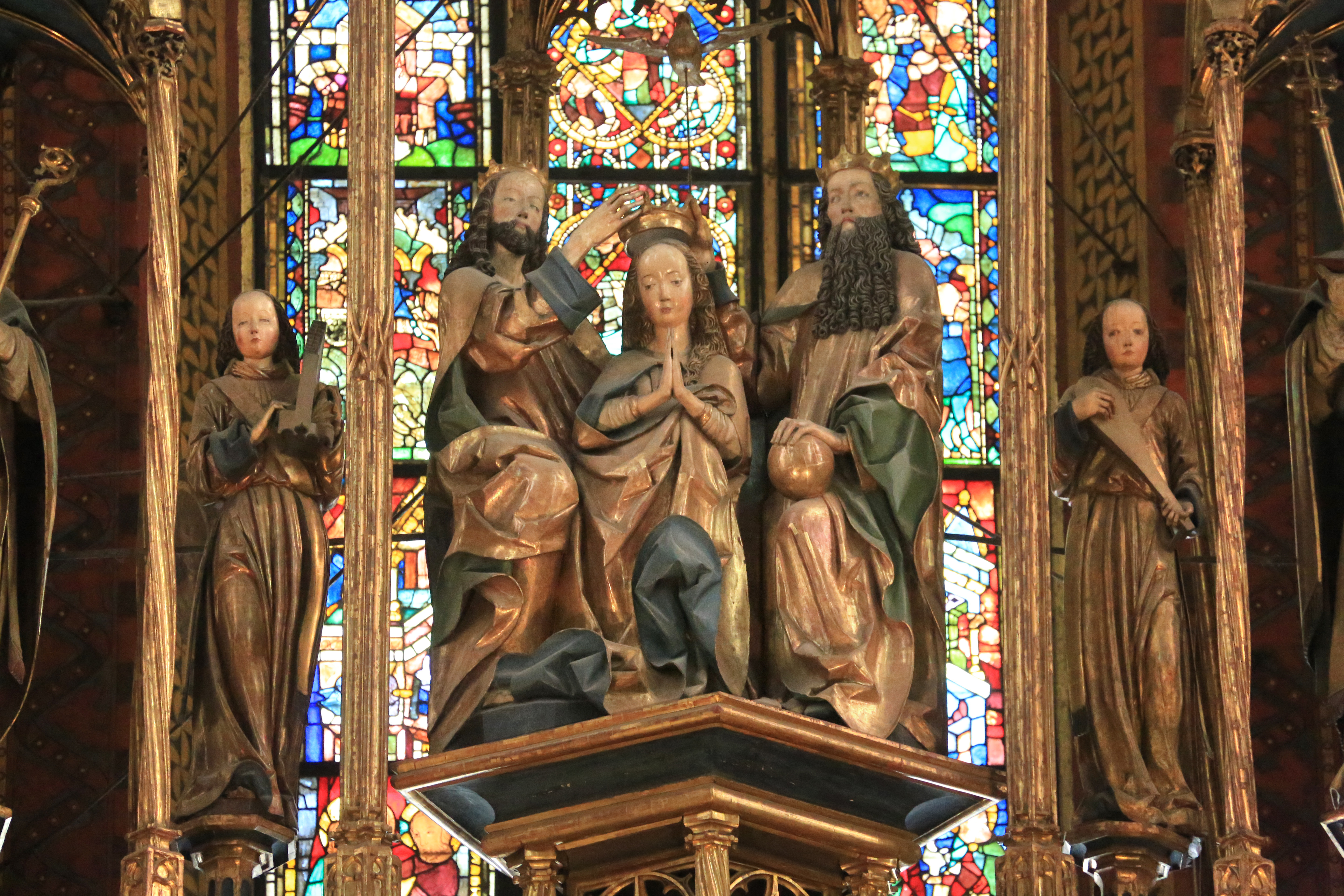
Korunovace Panny Marie